# Cuc-Phuong-Sonnendachs
Der Cuc-Phuong-Sonnendachs (Melogale cucphuongensis) ist eine Art aus der Gattung der Sonnendachse. Er wurde erst 2011 beschrieben und ist bis nur aus seiner Typuslokalität, dem vietnamesischen Nationalpark Cúc Phương und einer Bergregion in der Nähe von Wuyishan in der chinesischen Provinz Fujian (Unterart Melogale c. guadunensis) bekannt.

## Merkmale
Der Holotyp hat eine Kopf-Rumpf-Länge von 36 cm, eine Schädellänge von 8,1 cm und einen 17 cm langen Schwanz. Er wog 800 g. Das Tier trägt ein dunkelbraunes Fell, das etwas silbrig schimmert, da das Deckhaar helle Spitzen hat. Nur auf der Kopfoberseite, zwischen Augen und Ohren, zeigen sich einige kleine weiße Flecken. Ein schmaler weißer, schwarz eingefasster Streifen zieht sich vom Nacken zu den Schultern. Die Unterseite ist cremefarben bis hellbraun. Der Schwanz ist relativ kurz, buschig und einfarbig. Der helle Nasenspiegel bildet einen kleinen nackten Keil auf der Schnauzenoberseite. Die dunkelbraunen Tasthaare sind zahlreich und sehr lang. Gegenüber der Nase ist das Maul deutlich zurückgesetzt. Die Pfoten sind klein, die Sohlen sind nackt. Die cremefarbenen bis hellbraunen Krallen an den Vorderpfoten sind sehr lang und leicht gekrümmt.
Der Cuc-Phuong-Sonnendachs unterscheidet sich von anderen Vertretern der Gattung vor allem durch seine deutlich schmalere, schlankere und leicht nach oben gebogene Schnauze, dem geringeren Jochbogenabstand und die schmaleren und engeren Augenhöhlen. Die Zahnformel lautet I3/3, C1/1, P4/4, M1/2 = 38, wie bei allen anderen Sonnendachsen.

## Lebensraum
Der Cuc-Phuong-Sonnendachs ist bisher nur aus dem nördlichen Vietnam und der chinesischen Provinz Fujian bekannt. Er lebt dort sympatrisch mit dem Chinesischen Sonnendachs (Melogale moschata) und dem Burma-Sonnendachs (Melogale personata). Sein Lebensraum besteht vor allem aus unberührtem oder geringfügig beeinträchtigtem Primärwald der auf Kalkstein-Formationen wächst.

## Systematik
Das erste erkannte Exemplar dieser Art wurde im März 2005 von Wildhütern des Cuc-Phuong Nationalparks lebend beschlagnahmt, fotografiert und verstarb, ohne dass der Körper erhalten wurde. Im Januar 2006 wurde im Endangered Primate Rescue Center des Nationalparks ein totes Exemplar mit den gleichen Merkmalen gefunden, das als Holotyp festgelegt wurde. Die Unterschiede zu den anderen Gattungsvertretern liegen besonders offensichtlich in der Schädelmorphologie. 
Basierend auf Untersuchungen von Sequenzen des mitochondrialen Cytochrom B-Gens wurde festgestellt, dass M. cucphuongensis der Gattung Melogale angehört und darin die Schwesterart einer Klade aus Melogale moschata und Melogale personata ist. Er trennte sich vom Vorfahren der beiden anderen Arten vor etwa 2,01 bis 5,32 Millionen Jahren, während dieser sich vor 700.000 bis 2,31 Millionen Jahren in zwei Arten diversifizierte.